# Araneus flavosellatus
Araneus flavosellatus este o specie de păianjeni din genul Araneus, familia Araneidae, descrisă de Simon, 1895. Conform Catalogue of Life specia Araneus flavosellatus nu are subspecii cunoscute.